# 雷科莱塔 (阿根廷)
雷科莱塔（西班牙語：Recoleta）是阿根廷布宜诺斯艾利斯市中心的一个区；具有相当的历史和建筑价值，也是该市重要的旅游目的地和文化中心。 
它也被认为是较富裕的住宅区之一，每平方米的房地产价格是该市最高的地区之一。 
前往雷科莱塔可经由布宜诺斯艾利斯地铁“D线”。  

## 地理位置
雷科莱塔的东南面是雷蒂罗区，南面是圣尼古拉斯、巴尔瓦内拉和阿尔马格罗区，西北面是巴勒莫区，东北面是拉普拉塔河。

## 历史
该区得名于18世纪初在此建立的方济各会改革派教士的修道院，修道院还附设有柱子圣母教堂和墓地。在19世纪末，雷科莱塔吸引了从城市南部来此逃避致命的黄热病（1871年开始暴发）的富裕家庭。从那时起，雷科莱塔成为布宜诺斯艾利斯最时尚和昂贵的居民区，拥有私人家族的宅第，外国使馆，豪华酒店，包括整个拉丁美洲最豪华的阿爾韋阿爾皇宮飯店。
该区的历史中心是建成于1732年的柱子圣母圣殿。这座教堂原先位于拉普拉塔河河岸。在19世纪70年代，布宜诺斯艾利斯流行可怕的霍乱和黄热病，人口分散，以避免传染。弱势阶级居住在城市的西南，而富裕阶层选择定居雷科莱塔，那里较高的地势，减少了传播疾病的昆虫数量。 
这些家庭（其中许多都是政治精英的成员，具有阿根廷独立时期值得尊敬的历史人物后裔的高贵血统），在此兴建法国建筑风格的豪宅（其中许多在20世纪50年代末和60年代初被拆除）。因此，布宜诺斯艾利斯常被称为“南美的巴黎”。如今，这些留下的传统建筑与优雅的现代建筑共存。  
雷科莱塔连同毗邻的雷蒂罗和巴勒莫区的部分区域，称为北區（Barrio Norte），为布宜诺斯艾利斯传统的富人住宅区，那里集中该市很大一部分文化生活。

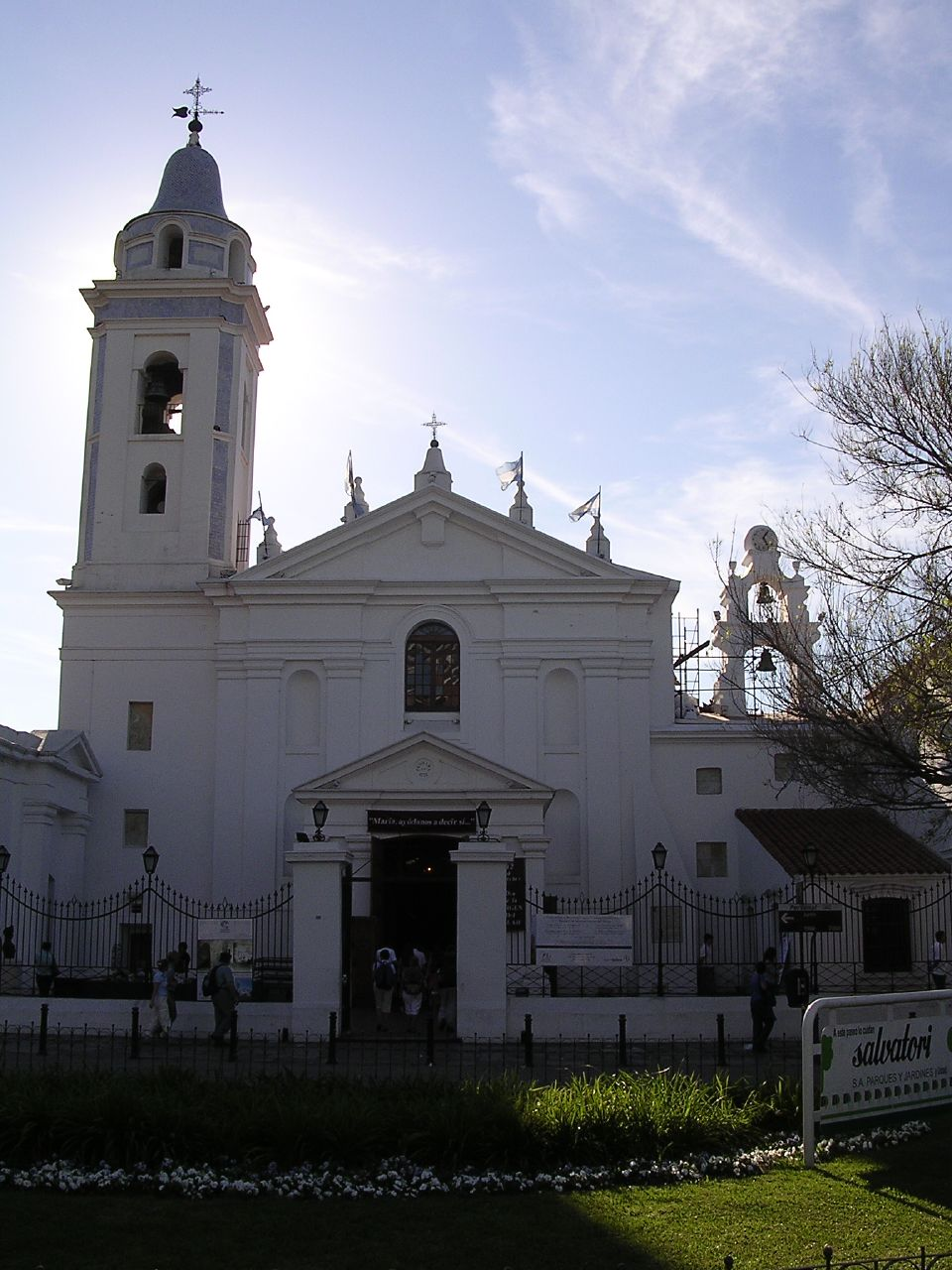
柱子圣母教堂
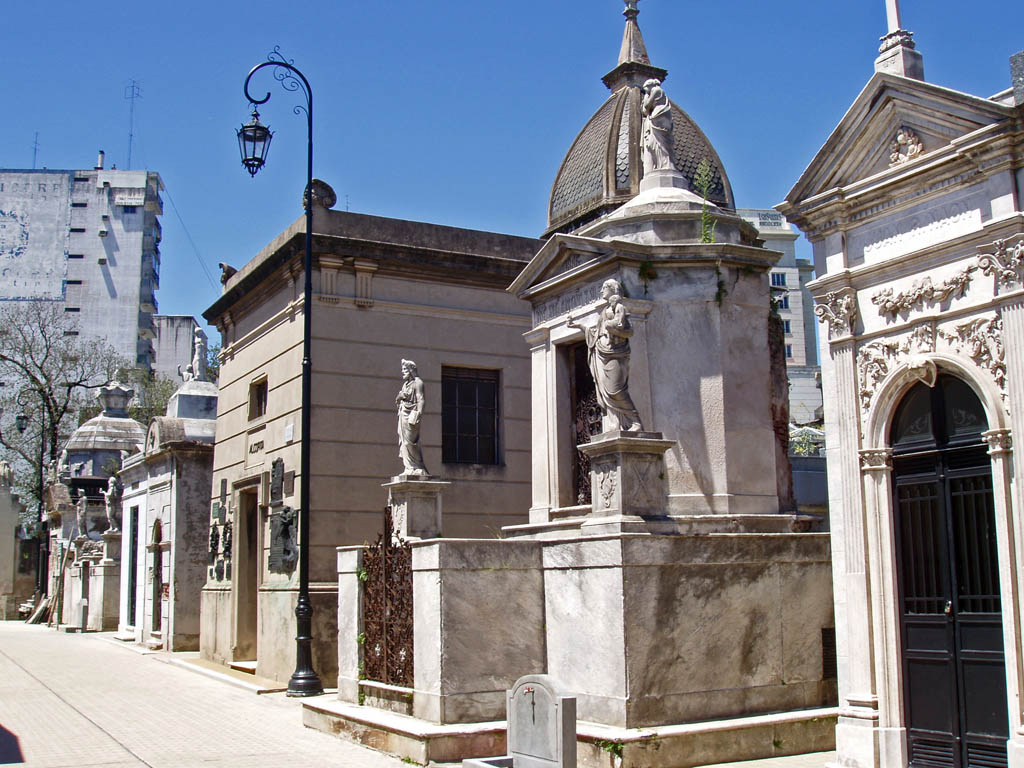
雷科莱塔公墓
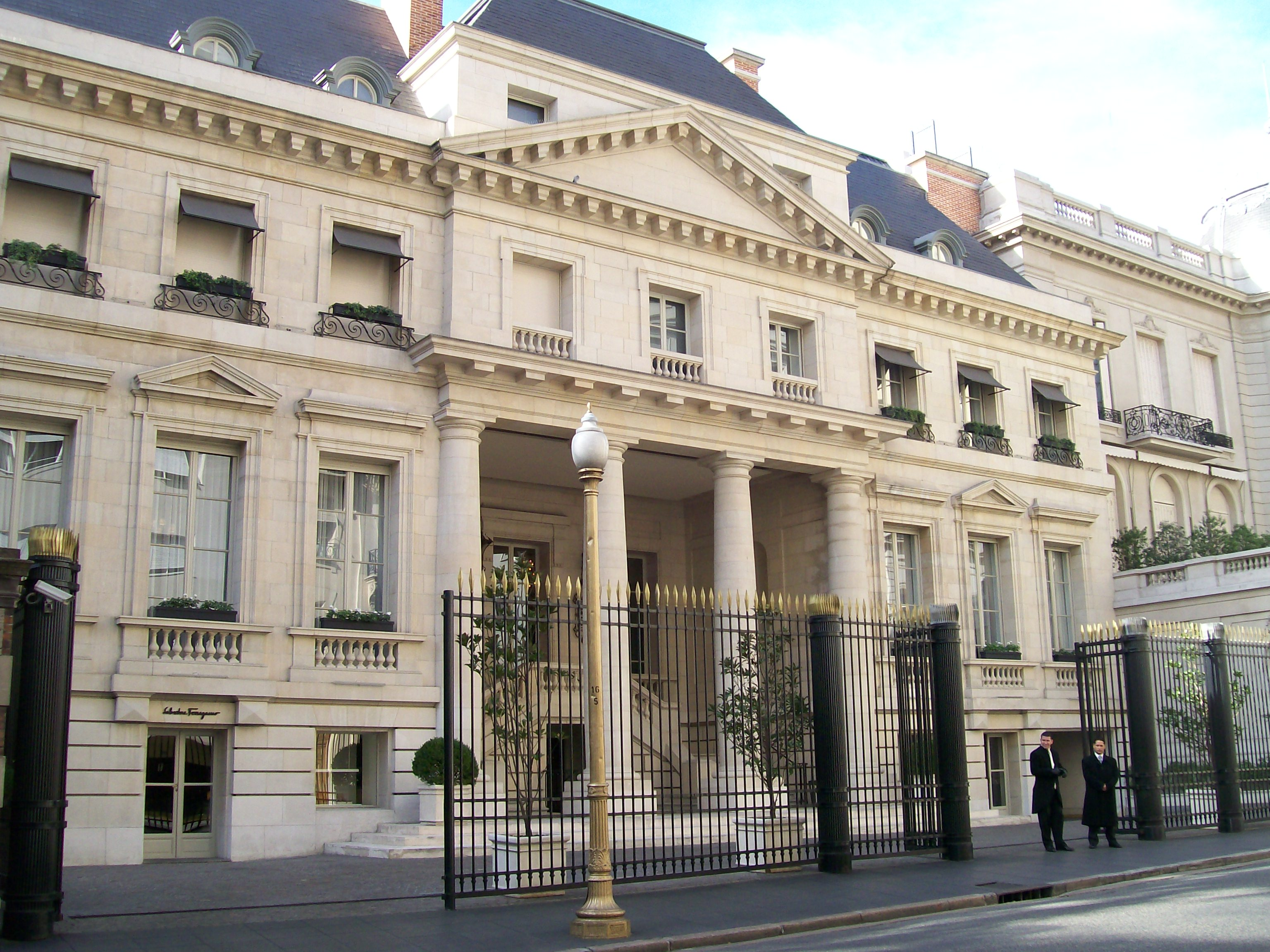
杜豪宫
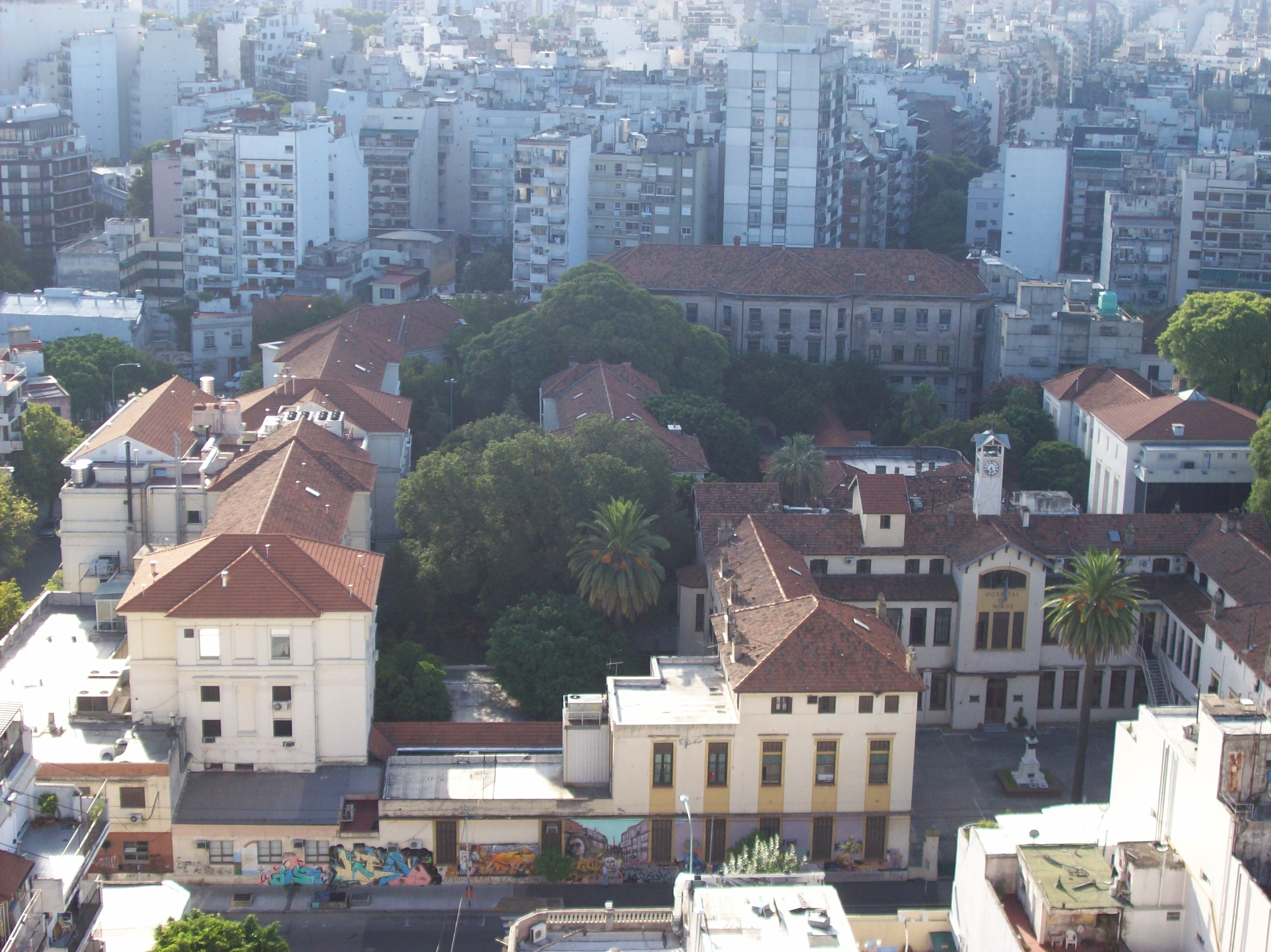
里卡多·古铁雷斯博士儿童医院
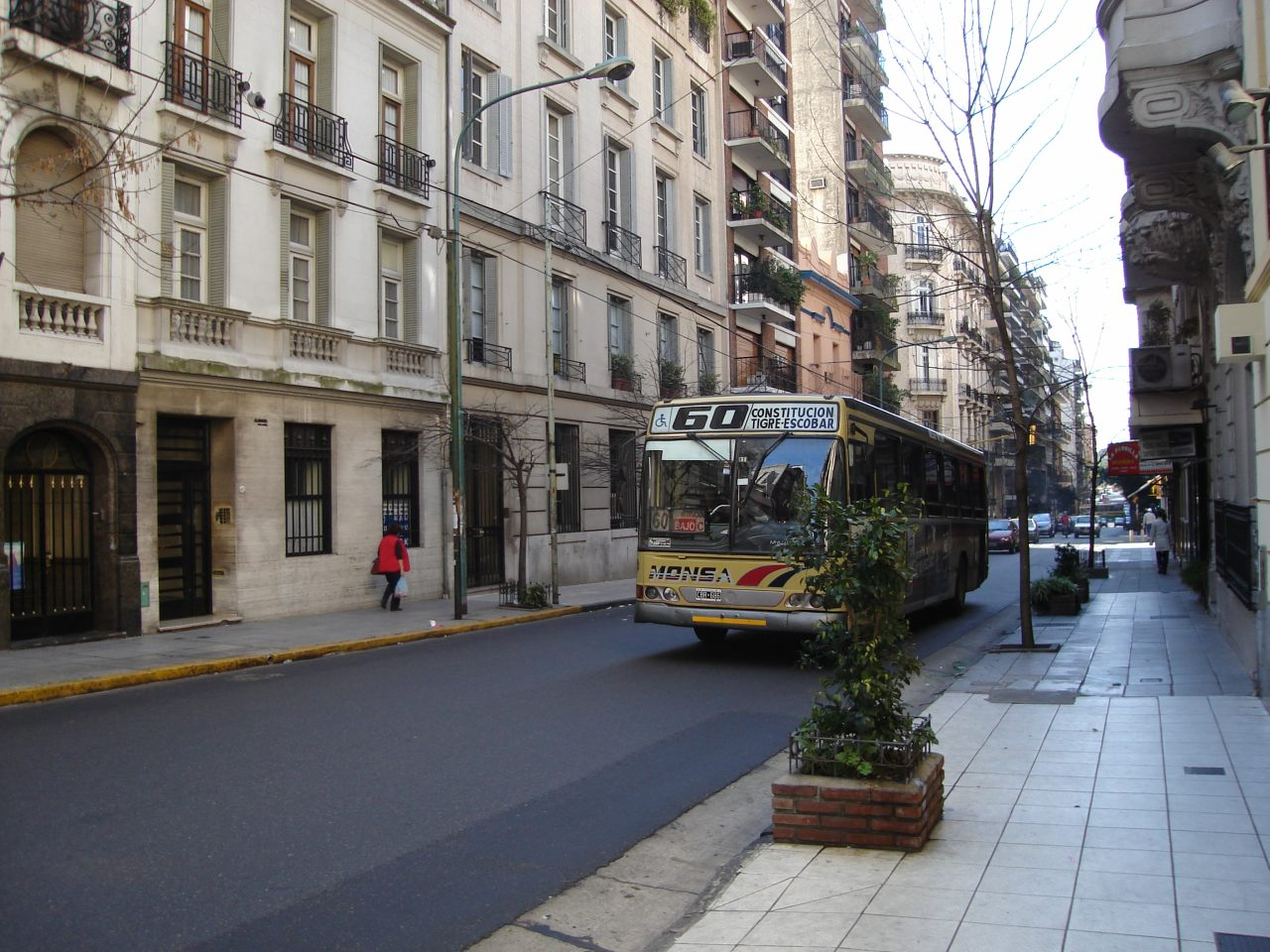
胡宁街
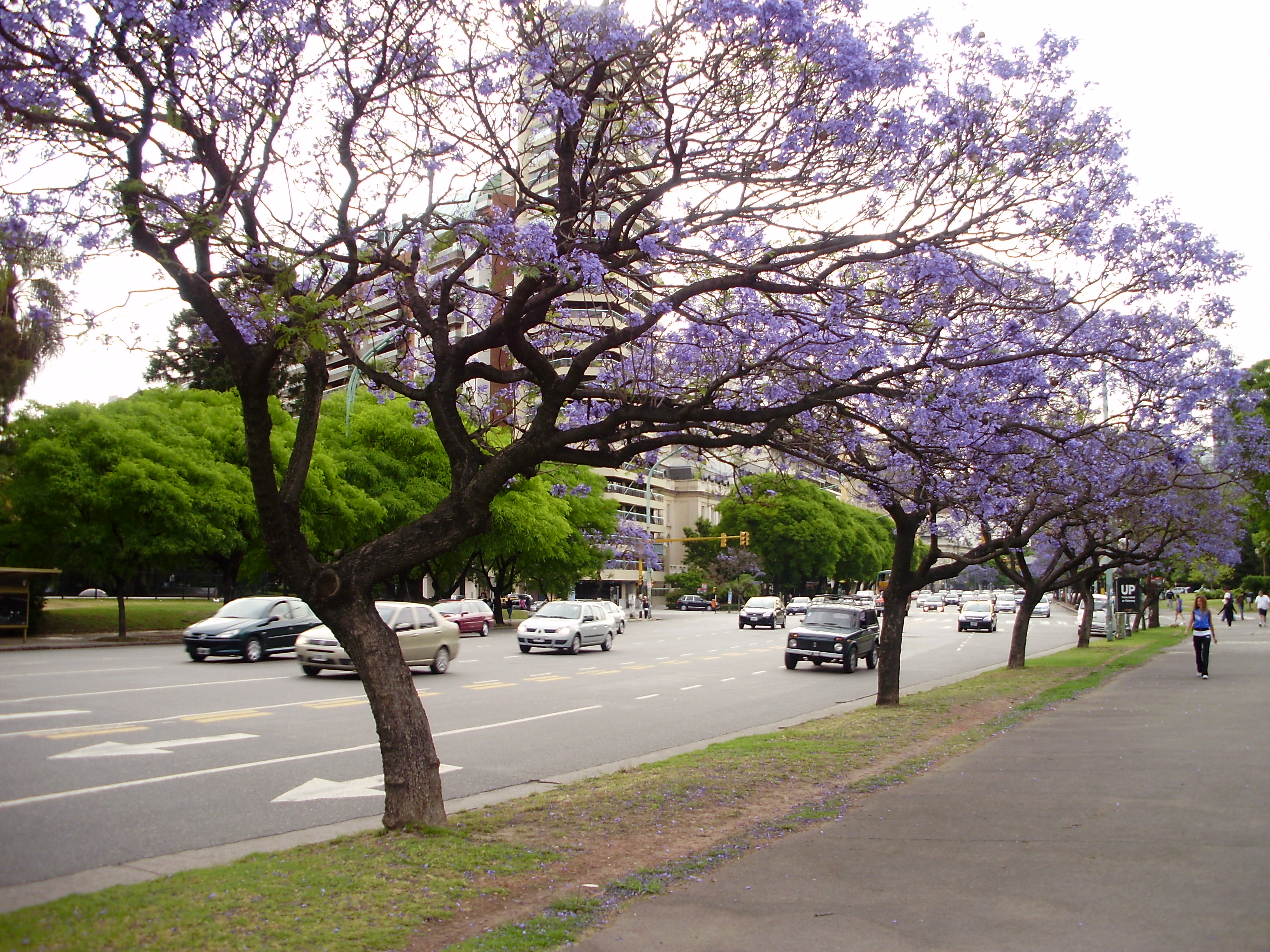
解放者大道
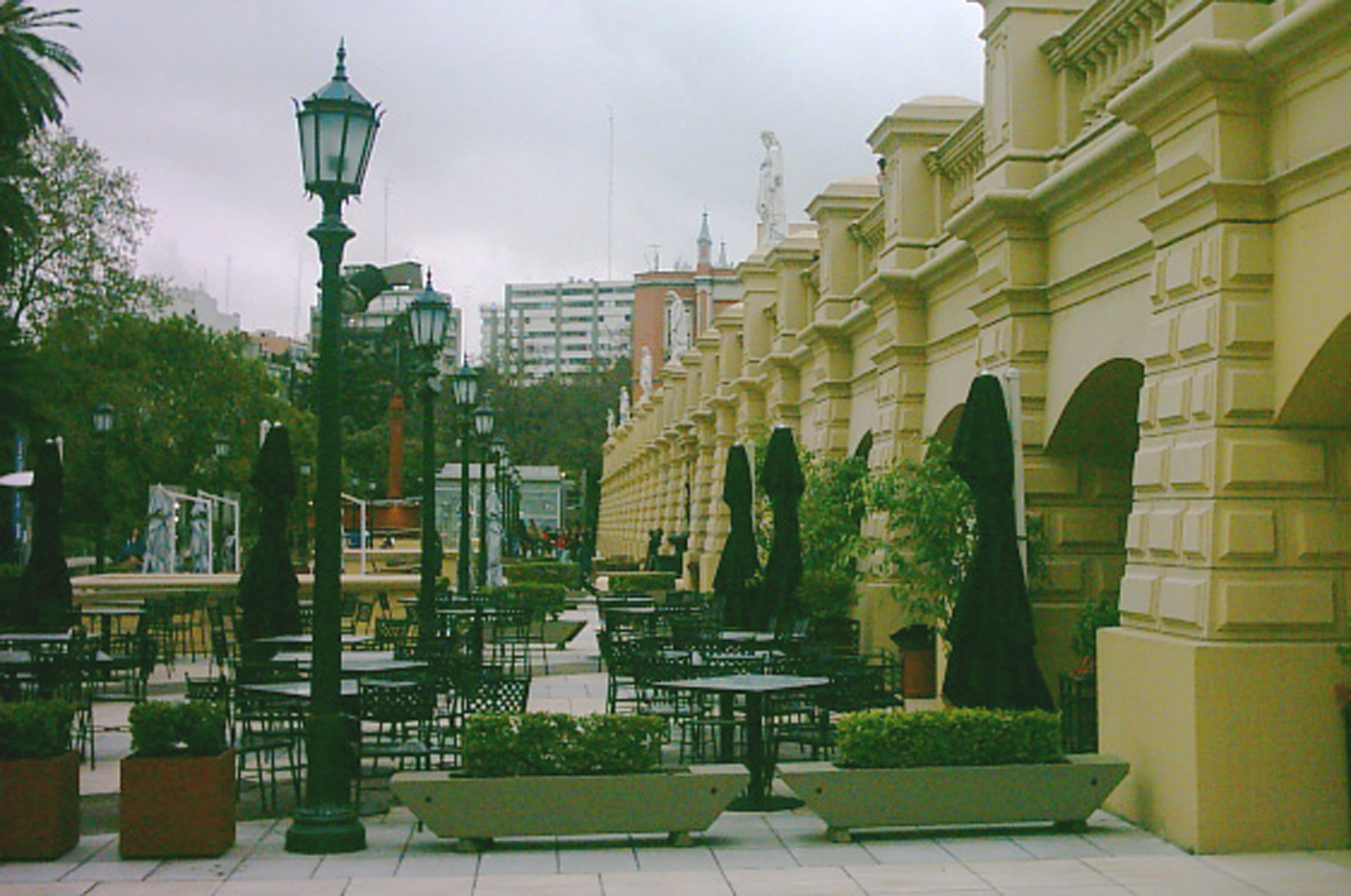
布宜诺斯艾利斯设计中心
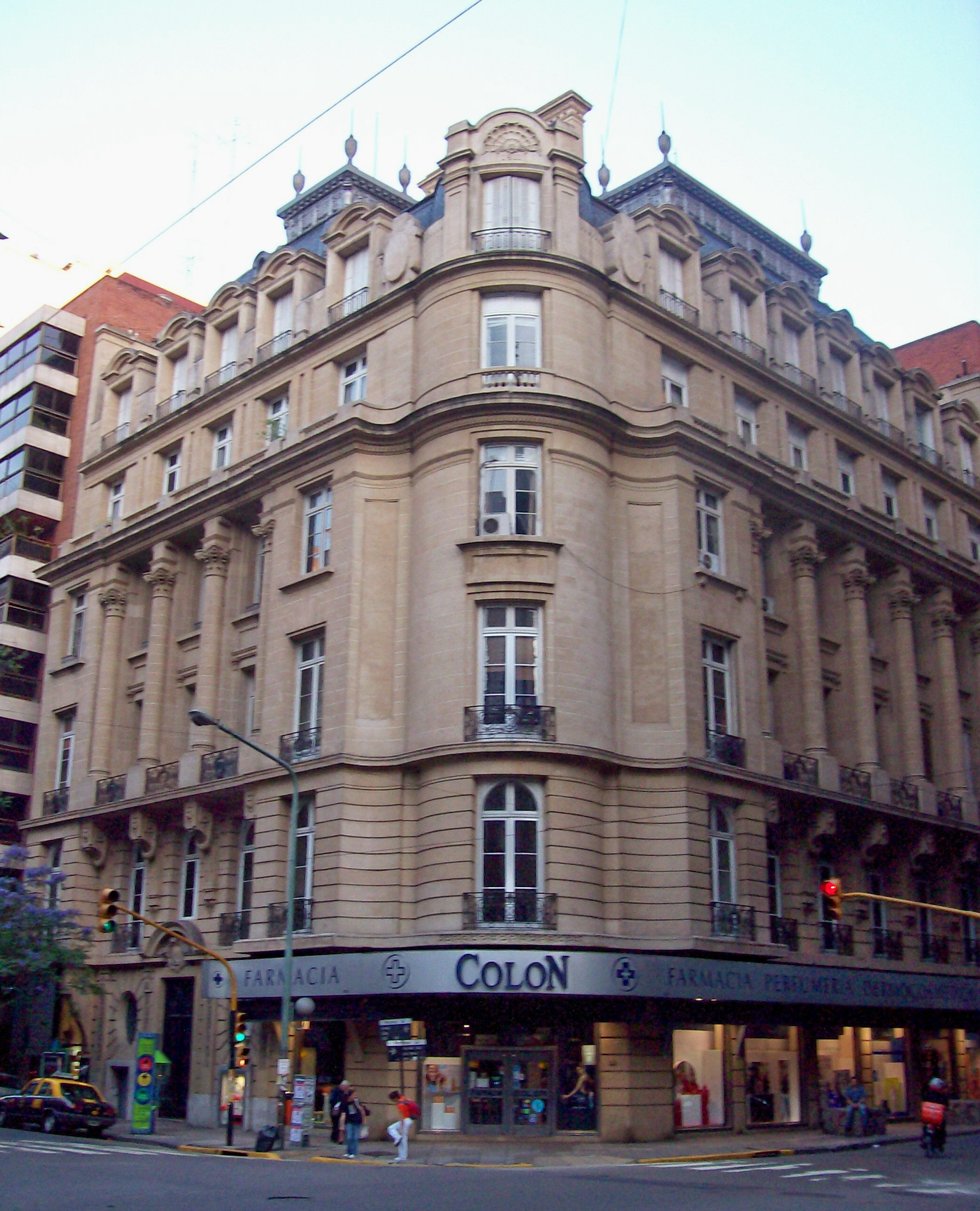
拉斯赫拉斯大道
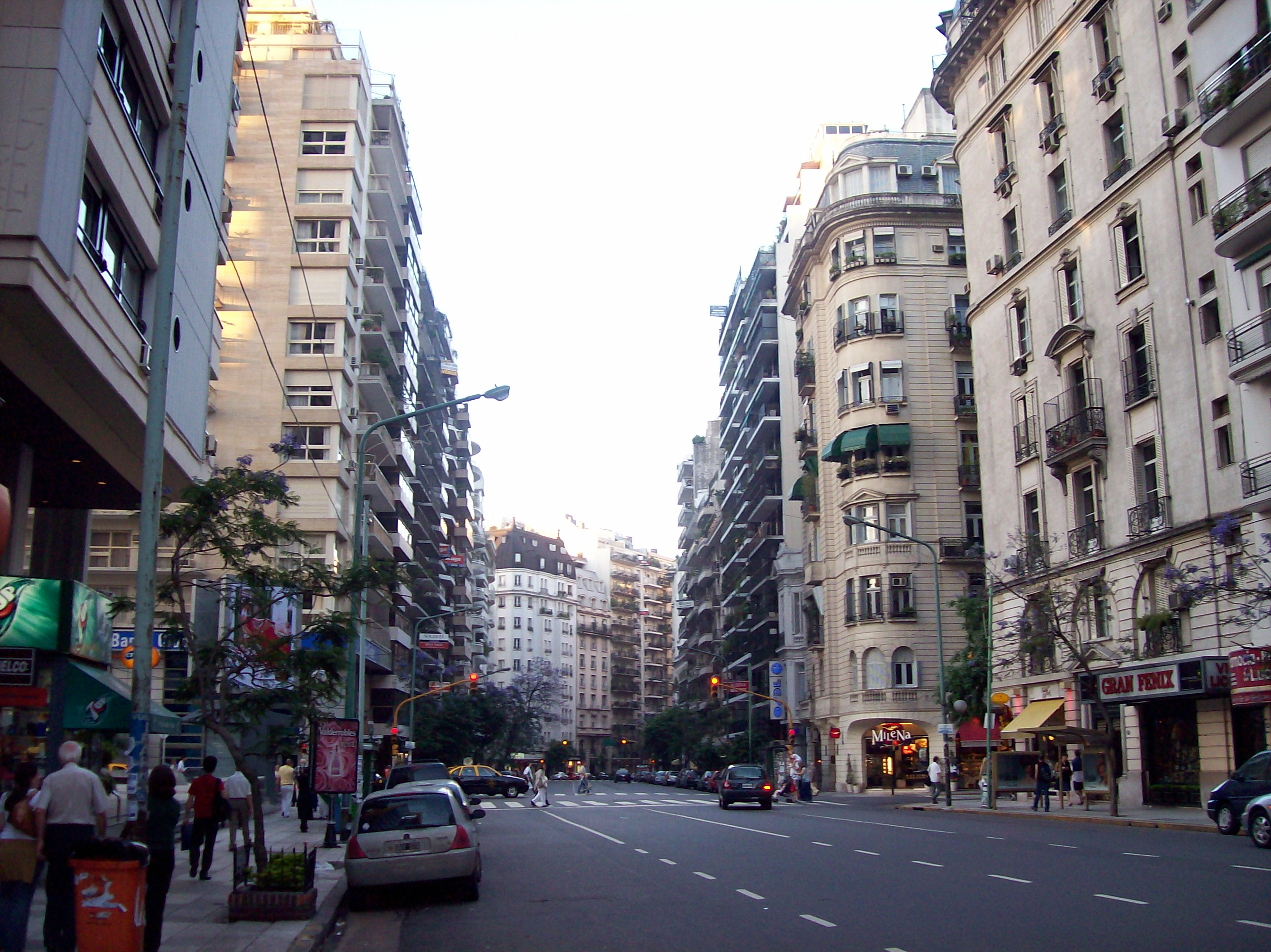
卡亚俄大道
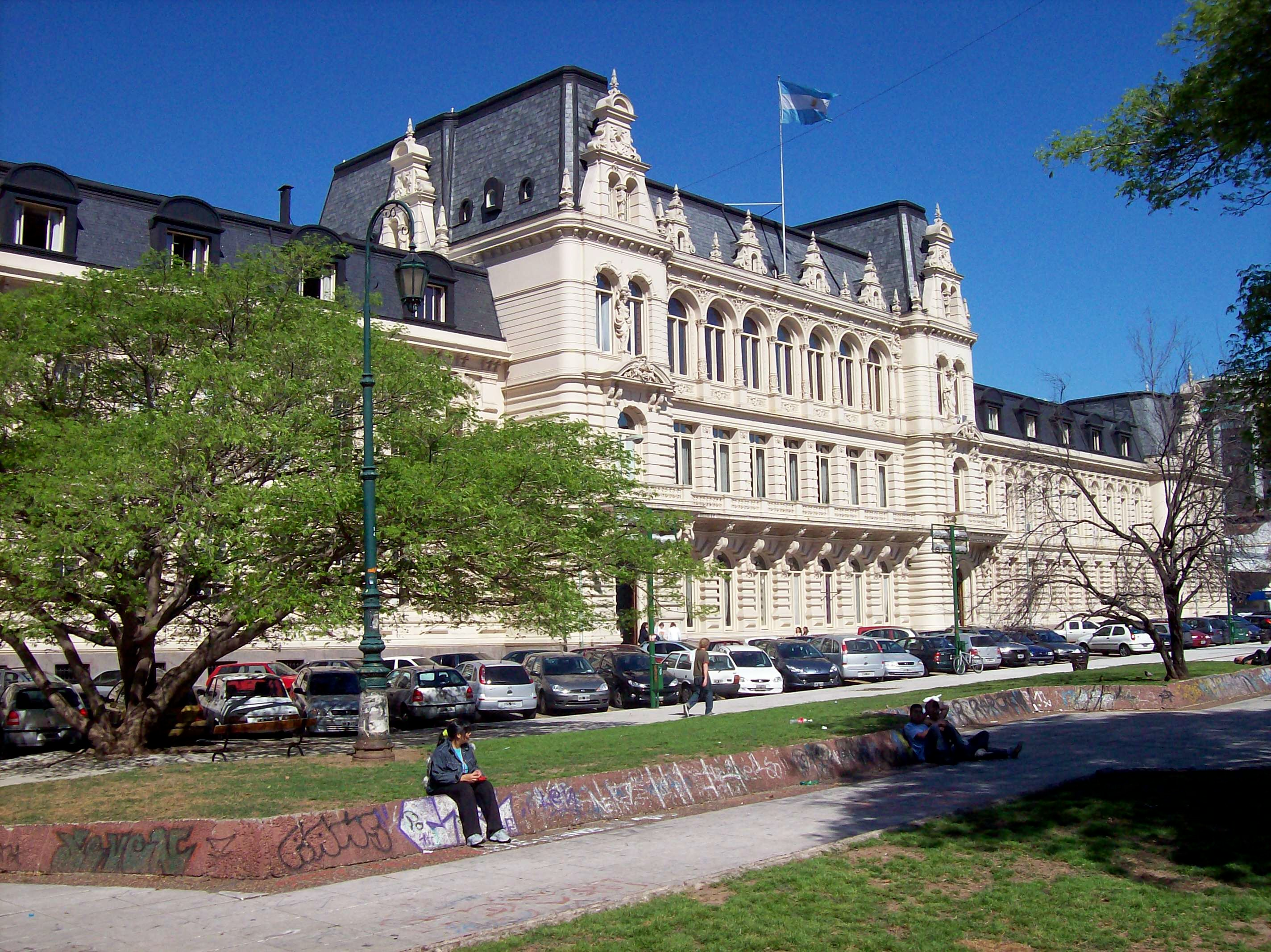
皮祖尔诺宫（教育部）
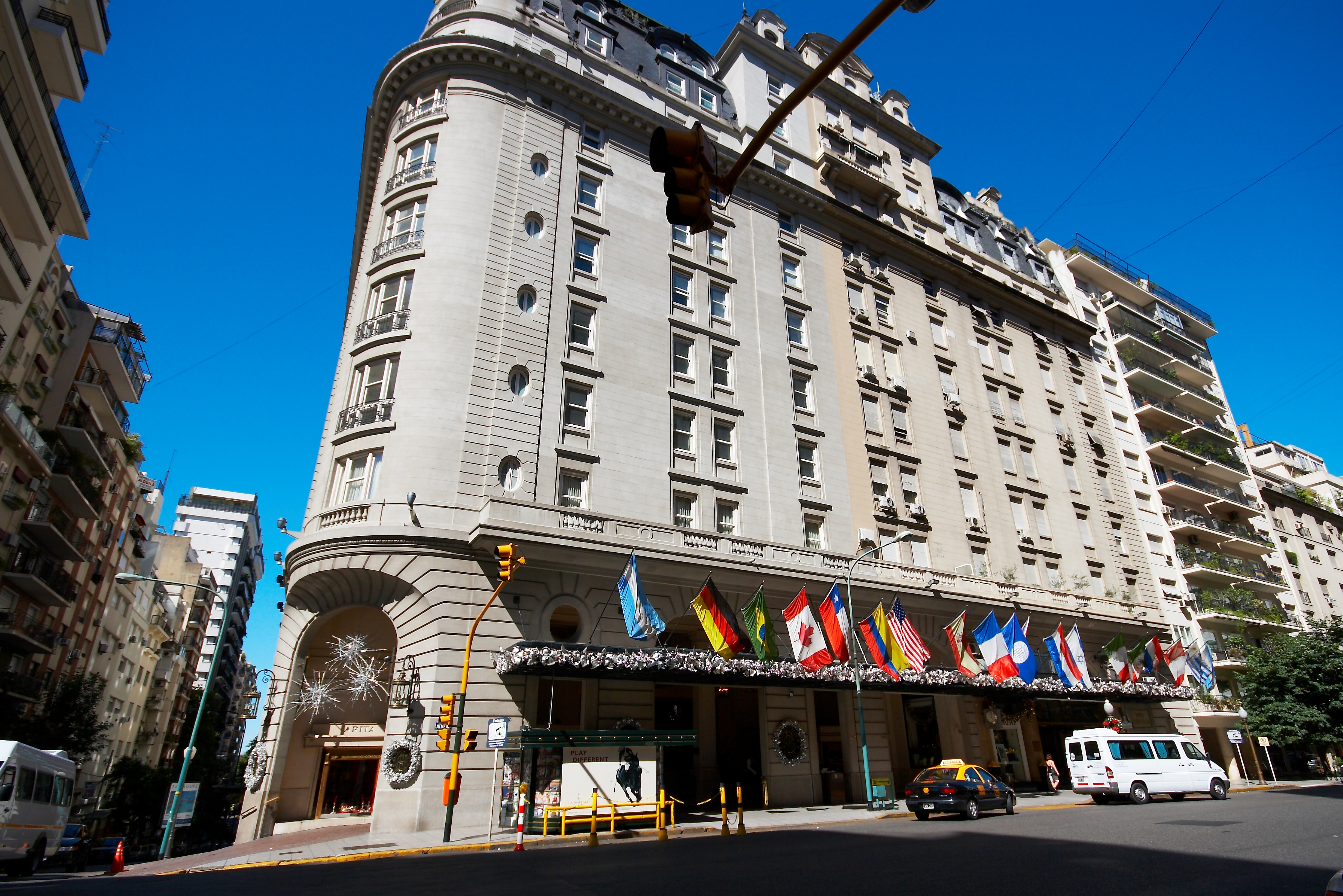
阿尔韦阿尔皇宫酒店
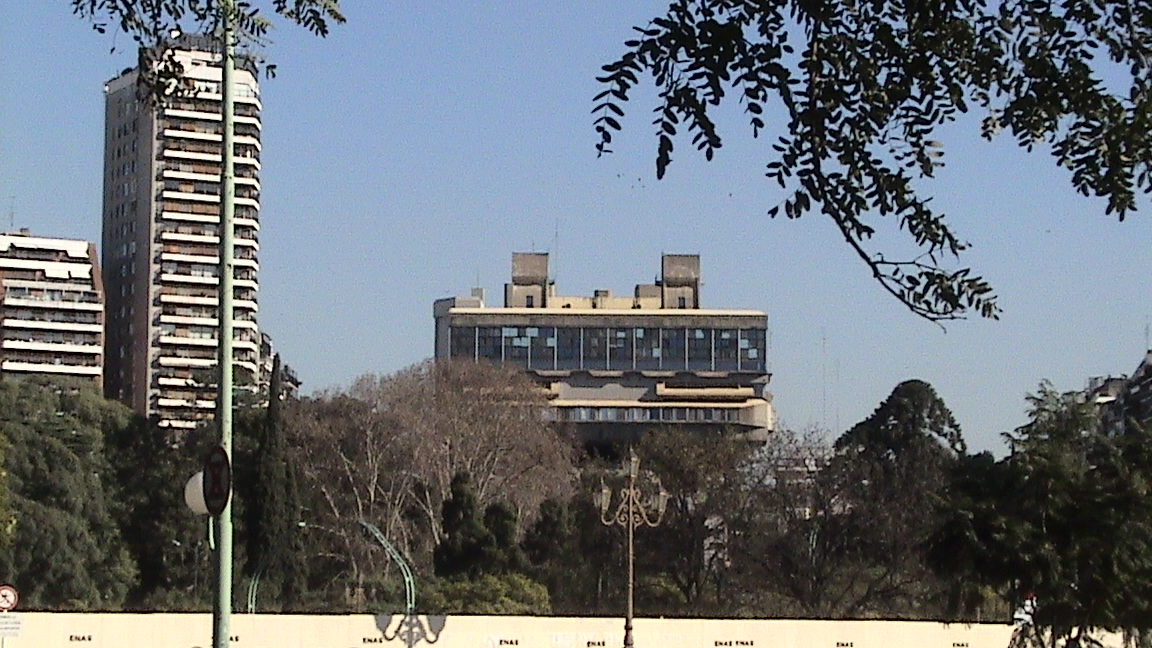
国家图书馆
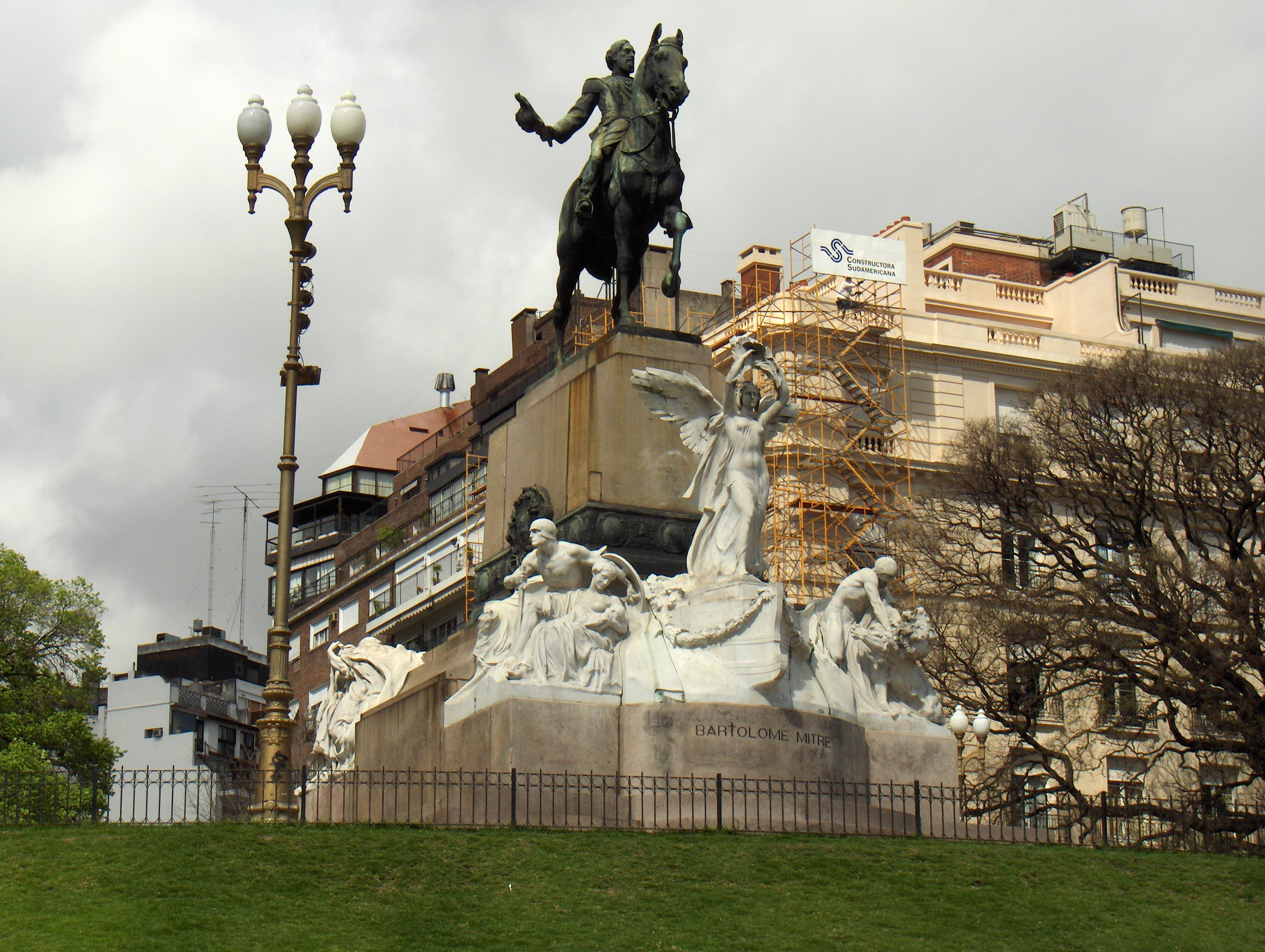
迈特广场
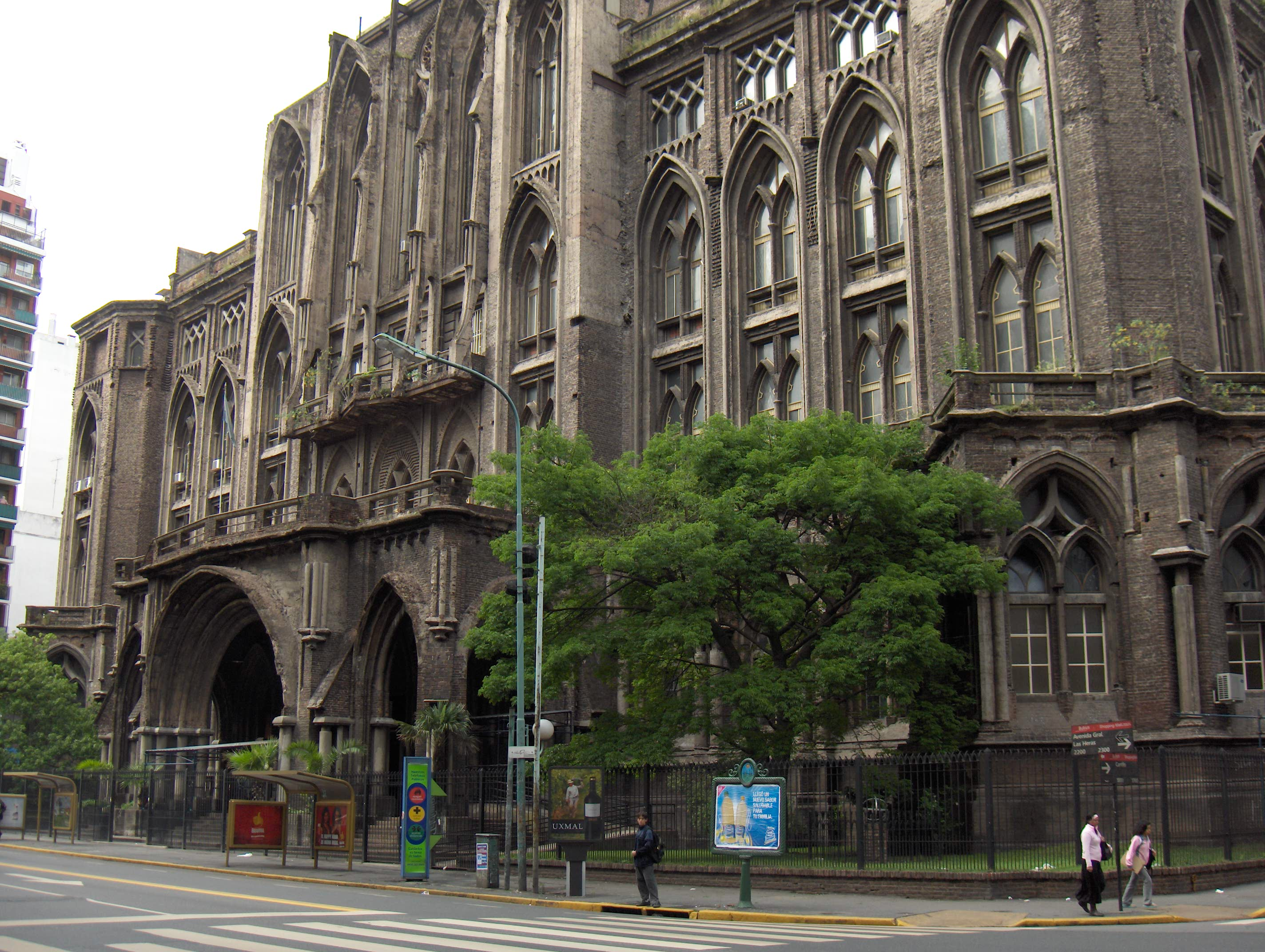
布宜诺斯艾利斯大学工学院
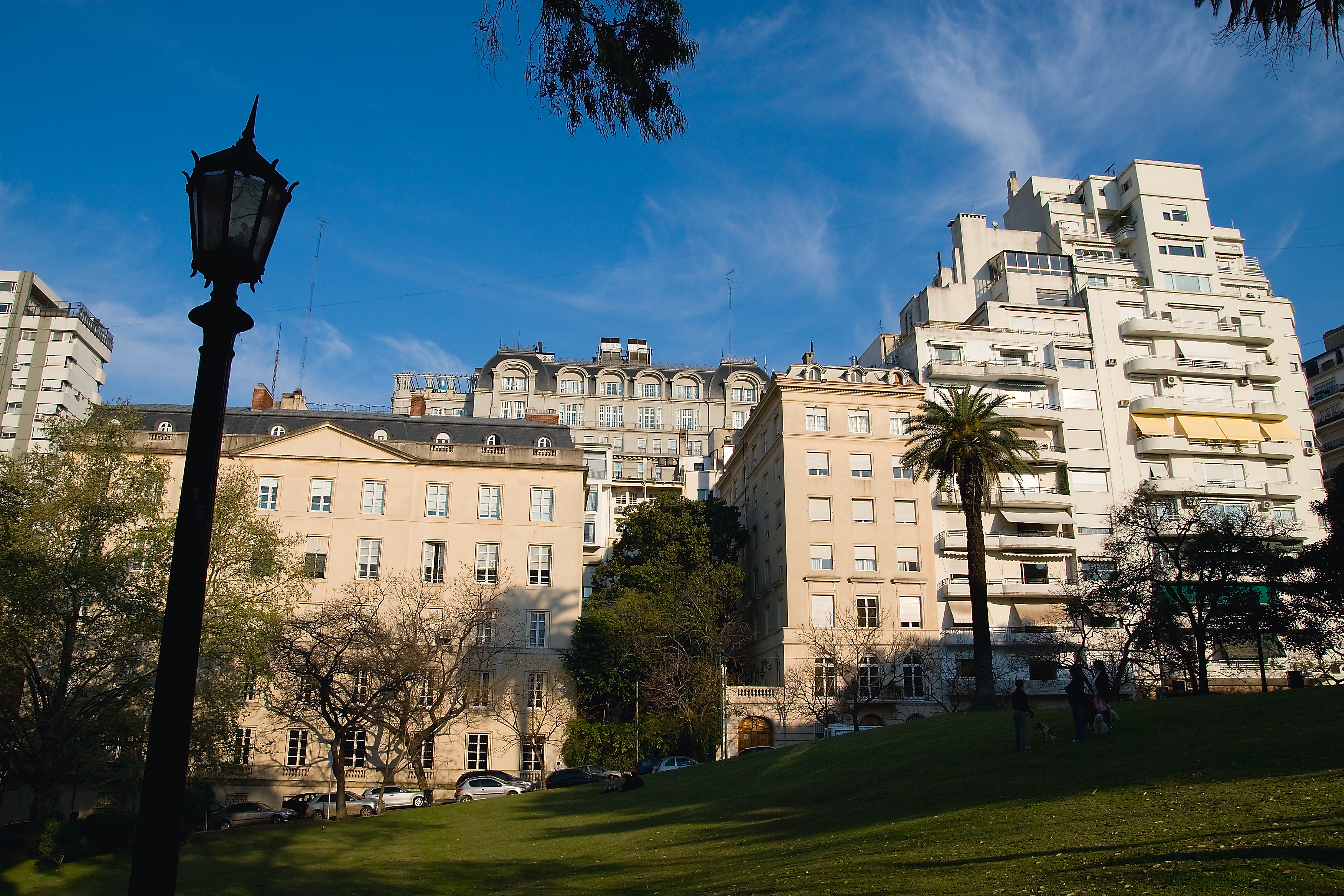
圣马丁广场